# تیره‌بولو
تیره‌بولو (به ترکی استانبولی: Tirebolu) شهری است در کشور ترکیه که در استان گره‌سون واقع شده‌است. جمعیت این شهر بر اساس سرشماری سال ۲۰۰۸ میلادی ۱۳٬۴۸۸ نفر و بر اساس برآوردهای سال ۲۰۰۹ میلادی ۱۳٬۳۰۴ نفر می‌باشد.